# Raúl Bernao
Raúl Emilio Bernao (Sarandí, 5 de noviembre de 1941 - 26 de diciembre de 2007) fue un futbolista Argentino que jugaba de Delantero. Jugó la mayor parte de su carrera en el Club Atlético Independiente donde ganó un número de títulos importantes. También jugó para la selección de fútbol de Argentina 15 veces.

## Trayectoria

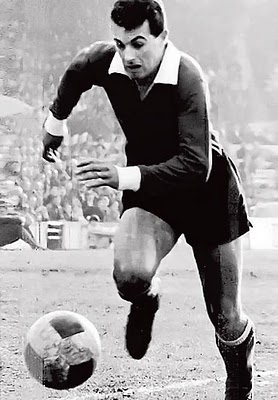
Bernao al ataque.

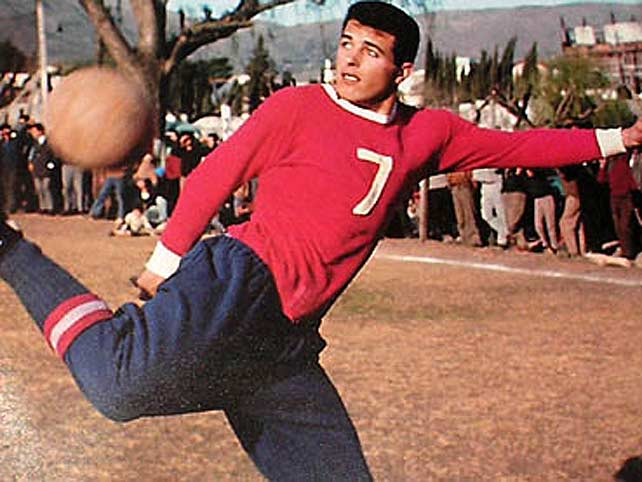
Raúl Bernao en un entrenamiento de Independiente.

Bernao comenzó su carrera en Independiente en 1961, formó parte del equipo que ganó el campeonato 1963. En 1964 ayudó a Independiente para convertirse en el primer equipo argentino en ganar la Copa Libertadores y el club retuvo el título en 1965.
En 1967, Independiente fue el primer equipo en ganar el Nacional y en 1970 ganaron el Metropolitano.
Bernao dejó Independiente para unirse al equipo colombiano Deportivo Cali en 1971, para el que jugó club hasta a mediados de 1973, donde tuvo un paso corto por el Municipal de Perú en el resto del año. Regresó a la Argentina para unirse a Gimnasia y Esgrima La Plata en 1974, pero se retiró a la edad de 33 después de jugar pocos partidos para Gimnasia.
Fue integrante de la Selección Argentina que participó en las Eliminatorias del Mundial de México 1970 y no se pudo clasificar. Participó en el Campeonato Sudamericano 1963 y en el Campeonato Sudamericano 1967.
Habilidoso al extremo, Osvaldo Ardizzone le puso el «poeta de la derecha». Fue la noche del 1 de febrero de 1964, cuando Independiente goleó 5 a 1 al Santos de Pelé y a él no hubo un brasileño que fuera capaz de frenarlo.

## Clubes
| Club                        | País      | Año         |
| --------------------------- | --------- | ----------- |
| Independiente               | Argentina | 1961 - 1970 |
| Deportivo Cali              | Colombia  | 1971 - 1973 |
| Deportivo Municipal         | Perú      | 1973        |
| Gimnasia y Esgrima la Plata | Argentina | 1974        |

## Fallecimiento
A causa de una enfermedad hepática, murió con apenas 66 años, en el año 2007. Hincha furioso de Independiente, donde también hizo las inferiores, sus restos fueron velados en el gimnasio Carlos Bottaro, en la sede del club. Allí estuvieron muchos de sus excompañeros y miles de hinchas que se acercaron a despedirlo.

## Palmarés

### Torneos nacionales
| Título           | Equipo        | País      | Año    |
| ---------------- | ------------- | --------- | ------ |
| Primera División | Independiente | Argentina | 1963   |
| Primera División | Independiente | Argentina | N-1967 |
| Primera División | Independiente | Argentina | M-1970 |

### Torneos internacionales
| Título            | Equipo        | Sede       | Año  |
| ----------------- | ------------- | ---------- | ---- |
| Copa Libertadores | Independiente | Avellaneda | 1964 |
| Copa Libertadores | Independiente | Santiago   | 1965 |